# Art Spiegelman
Art Spiegelman (ur. 15 lutego 1948 w Sztokholmie) – rysownik amerykański pochodzenia polsko-żydowskiego; laureat Nagrody Pulitzera, którą dostał w 1992 za powieść graficzną Maus. W styczniu 2011 otrzymał nagrodę Grand Prix za całokształt twórczości na Międzynarodowym Festiwalu Komiksu w Angoulême.

## Życiorys
Jest synem żydowskich uchodźców z Polski Władysława (1906–1982) i Andzi (1912–1968) Spiegelmanów. Był jednym z twórców komiksowego undergroundu w latach 60. i 70. Był twórcą grafiki do komiksów Real Pulp, Young Lust i Bizarre Sex. Był współautorem dwóch antologii komiksów magazynów Arcade i RAW.
Od 1966 do 1986 dyrektor artystyczny w firmie Topps Chewing Gum Inc., produkującej gumę do żucia. W 1985 zdecydował o dołączaniu do opakowań tej gumy obrazków z wymyślonej przez siebie serii Dzieci z kubła na śmieci. Obrazki przedstawiały dzieci poddane wymyślnym torturom, co spowodowało protest konserwatywnych środowisk. Spiegelman tłumaczył, że inspiracją były dla niego m.in. baśnie braci Grimm, w oryginalnej postaci również nie stroniące od okrucieństwa. Ponadto zdaniem Spiegelmana, wobec wszechobecności przemocy w kulturze masowej młodzi konsumenci gum nie spotykają się z niczym, z czym wcześniej nie zetknęliby się w kinie, czy telewizji. Mimo zorganizowania bojkotu produktu przez wiele szkół i organizacji, firma Topps Chewing Gum Inc. nie wycofała serii obrazków z gum i wsparła swojego dyrektora.
Po sukcesie komiksu Maus, w 1992 rozpoczął pracę w tygodniku The New Yorker, gdzie był dyrektorem graficznym, wykonywał ilustracje, projektował okładki i zamieszczał swoje komiksy. Z tygodnika odszedł po 10 latach, po konflikcie z redaktorem naczelnym o ocenę działań administracji prezydenta Busha w tzw. wojnie z terroryzmem. Spiegelman kwestionował legalność i adekwatność tych działań oraz podawał w wątpliwość, czy właściwie rozpoznano czyhające na USA zagrożenia. Prace, swoje i innych rysowników, o takiej treści kierował do publikacji. Kiedy władze gazety, w imię ogólnonarodowego interesu zaczęły cenzurować takie rysunki i komiksy, odszedł z redakcji.
Od tego czasu publikował głównie w Europie, m.in. niemiecki tygodnik Die Zeit drukował w odcinkach komiks In the Shadow of No Towers (W cieniu nieistniejących wież) o zamachach z 11 września 2001.

## Kontrowersje
W niektórych kręgach jego komiks Maus wywołał pewne kontrowersje, np. Polacy przestawieni są jako świnie, co zdaniem niektórych osób jest obraźliwe. W tym samym komiksie Żydzi są przedstawieni jako myszy, a Niemcy jako koty.